# Valle Aurelia (Roma)
Valle Aurelia è un'area urbana del XIII Municipio di Roma Capitale. Fa parte principalmente del quartiere Q. XIII Aurelio e, in minor parte, del quartiere Q. XIV Trionfale.
Poco distante dal Vaticano e adiacente a via Baldo degli Ubaldi, viene chiamata da sempre anche con il termine "Valle dell'Inferno". Sebbene in molti credano che questo soprannome derivi dalle fornaci, ormai dismesse, che un tempo riempivano di fumo la vallata, in realtà la storia di questo appellativo ha un'origine molto più antica. Si tratta di un toponimo che viene riportato già nel '500 nelle carte topografiche di Roma ed è da attribuirsi alla furia dei Lanzichenecchi che nel 1527 in questo luogo fecero strage delle truppe pontificie. Le cronache del tempo riportano di una battaglia sanguinosa, un vero e proprio "inferno".

## La "Valle dell'Inferno" ieri e oggi
Nel 1527 i Lanzichenecchi passarono da questa valle, mettendo a ferro e fuoco la città di Roma. Nel 1808, quando Roma fu occupata dal generale francese Miollis, furono applicate anche qui le normative prescritte dall'Editto di St. Cloud (firmato da Napoleone nel 1804) secondo cui per motivi di pubblica igiene si faceva divieto di continuare a seppellire i defunti nelle chiese o in luoghi attigui alle abitazioni. L'anno seguente la Consulte Extraordinaire pour l'etat Romains emise un decreto conferendo a due architetti, Giuseppe Camporese e Raffaele Stern, l'incarico di trovare due terreni adatti alla costruzione di due grandi cimiteri, uno dei quali fu un territorio di circa un ettaro di proprietà della famiglia Carpegna, proprio a Valle Aurelia. Alla fine i lavori vennero abbandonati ma è molto probabile che da qualche parte a Valle Aurelia, interrati, resistano i resti di quell'opera. La planimetria originale del progetto esiste ancora ed è conservata nell'archivio del Conte Cammille de Tournon.
Le fornaci di Valle Aurelia rimasero in funzione fino agli anni Venti del Novecento; delle quali è rimasto ancora in piedi, monumento esemplare di archeologia industriale, il fabbricato della fornace Veschi. Una fornace che fu un centro di vitale importanza nella storia del mondo operaio di Roma grazie al sereno rapporto che il padrone della fornace, Riccardo Veschi, aveva con i dipendenti. La sua villa nel Ventennio fu anche un rifugio per alcuni intellettuali antifascisti.
Le fornaci erano utilizzate per la fabbricazione di mattoni, laterizi, embrici e campigiane. Per parecchi decenni la Fornace Veschi e le altre diciassette presenti nella zona hanno modellato milioni e milioni di mattoni sfruttando l'argilla estratta dalle cave dei Monti di Creta, in funzione fin dall'antichità i fornaciari rimasero sempre ad abitare la Valle dell'Inferno, in quanto si era sviluppata una vera comunità di persone legate dal lavoro duro che si volgeva all'interno delle varie fornaci. Sintomatico era il rapporto tra i padroni e gli operai: non si sentiva il dislivello sociale tra proprietari e lavoratori (Lenin cita Valle Aurelia come modello ideale di vita comune tra padrone e operai definendola "Piccola Russia"). Il quartiere fu, per molto tempo, ribelle e antifascista. Vi sono oggi due epigrafi a memoria dei più importanti esponenti della resistenza romana operante in questa zona.
Con il passare del tempo, i prati tutt'intorno sono diventati quartieri in un'esplosione edificatoria innescata parossisticamente nell'ultimo dopoguerra.
La Valle oggi ha un aspetto caratterizzato da palazzoni popolari da dodici piani che fanno ombra ai resti industriali. Attualmente sono rimaste in piedi solamente due fornaci. In particolare il comignolo della Fornace Veschi si presenta in perfetto stato conservativo grazie al lavoro di restauro facente parte del progetto urbanistico-commerciale Aura all'interno del quale è oggi inclusa. La via principale del quartiere è via di Valle Aurelia, che si inoltra all'interno della vallata all'ombra di Monte Ciocci, spingendosi vicino ai confini con il quartiere Balduina e il Parco del Pineto. Nel quartiere è ancora presente il borgo costituito dalle antiche case a due piani appartenute ai "fornaciari" (ossia a coloro che lavoravano presso le fornaci) dislocate tra strade con nomi caratteristici riecheggianti le attività di un tempo. In questo borghetto venne costruita nel 1917 la chiesa di Santa Maria della Provvidenza, ma già dal 1905 Don Luigi Guanella portò il suo apostolato tra i fornaciari.
Negli anni venti del secolo scorso si trovavano nella Valle circa un centinaio di famiglie. In pochi anni la popolazione si incrementò: negli anni cinquanta, alla chiusura delle fornaci (l'ultima nel 1960), risiedevano nella zona oltre duemila persone, poi ridottesi a meno di mille negli anni settanta fino alla storica estate del 1981, quando la ruspa comunale rase al suolo la gran parte del tessuto abitativo della parte più antica del quartiere, fatta eccezione per la vecchia chiesetta di Santa Maria della Provvidenza e una parte del sopracitato borghetto ad essa adiacente.
Il 10 dicembre 1962 venne istituita la parrocchia di San Giuseppe Cottolengo. A Valle Aurelia è presente una biblioteca comunale.
Nel 2007 inizia un iter che prevede la riqualificazione del quartiere con il recupero della Fornace Veschi e la costruzione di un centro commerciale.
Il 20 Aprile 2018 viene inaugurato il nuovo centro commerciale adiacente ai resti della fornace Veschi.

## La "Valle dell'Inferno" nel cinema
- Nel 1976 Ettore Scola gira Brutti, sporchi e cattivi con Nino Manfredi sulle pendici di Monte Ciocci, nei terreni dell'Istituto Agrario Federico Delpino in via Lucilla Domizia, dove posiziona le baracche della derelitta famiglia Mazzatella proprio dinanzi alla cupola di San Pietro; l'area viene invece citata nella pellicola come Borghetto dei sorci[1].
- Nella chiesa di San Giuseppe Cottolengo è stata girata la scena del matrimonio di Ivano e Jessica del film Viaggi di nozze (1995) di Carlo Verdone.

## La “Valle dell’Inferno” nella letteratura
- È il luogo di ambientazione e lo sfondo del romanzo “Lo Stradone” di Francesco Pecoraro, in cui viene raccontata l’evoluzione del quartiere dal periodo industriale ai giorni correnti.

## Collegamenti
|  | È raggiungibile dalle stazioni di Valle Aurelia e Appiano. |